# アレハンドロ・ガルシア
アレハンドロ・ガルシア・ヘルナンデス（Alejandro García Hernández、1979年7月18日 - ）は、メキシコの元プロボクサー。バハ・カリフォルニア州ティフアナ出身。元WBA世界スーパーウェルター級王者。

## 来歴
2000年2月4日プロデビュー。
2003年3月1日、ラスベガスのトーマス&マック・センターでWBA世界スーパーウェルター級レギュラー王者サンティアゴ・サマニエゴと対戦し、3回1分46秒TKO勝ちを収め王座獲得に成功した。
2003年9月20日、コネチカット州のモヒガン・サン・カジノでアトランタオリンピックミドル級銅メダリストのローシル・ウェールズと対戦し、10回終了時ウェールズが棄権した為初防衛に成功した。
2003年12月13日、アトランティックシティのボードウォーク・ホールで8大タイトルマッチの一つのカードとしてトラヴィス・シムズと対戦し、初黒星となる5回1分41秒KO負けを喫し2度目の防衛に失敗、王座から陥落した。
2005年5月21日、シカゴのユナイテッド・センターでWBA世界スーパーウェルター級暫定王座決定戦をローシル・ウェールズと行い、9回2分59秒TKO勝ちを収め暫定ながら1年5ヶ月ぶりの王座返り咲きに成功した。
2005年6月、WBA世界スーパーウェルター級王者のトラヴィス・シムズがWBAと訴訟問題を起こした影響で正規王座を剥奪された為ガルシアが正規王座に昇格した。
2005年8月13日、シカゴのユナイテッド・センターでルカ・メッシと対戦し、12回3-0（2者が116-106、114-107）の判定勝ちを収め初防衛に成功した。
2006年5月6日、マサチューセッツ州ウースターのDCUセンターでホセ・アントニオ・リベラと対戦し、12回0-3（2者が106-116、107-114）の判定負けを喫し2度目の防衛に失敗、王座から陥落した。
2007年11月23日、ステイプルズ・センターでWBAインターコンチネンタルスーパーウェルター級王座決定戦をローマン・カルマジンと行い、3回1分24秒KO負けを喫し王座獲得に失敗した。
2008年6月21日、ティフアナのアウディトリオ・ムニシパルで元IBF世界スーパーウェルター級王者ルイス・ラモン・カンパスと対戦し、3度ダウンを奪われ初回1分48秒KO負けを喫した。
2009年3月21日、ビヴァリーヒルズのプレイボーイ・マンションでCABOFEカリブミドル級王者ミゲール・アンヘル・エスピーノと対戦し、6回終了時ガルシアが骨折し棄権した為王座獲得に失敗したのを最後に引退した。

## 戦績
- プロボクシング：32戦 26勝 (24KO) 5敗 1分

| 戦           | 日付           | 勝敗 | 時間     | 内容    | 対戦相手                   | 国籍           | 備考                                                                                            |
| ------------ | -------------- | ---- | -------- | ------- | -------------------------- | -------------- | ----------------------------------------------------------------------------------------------- |
| 1            | 2000年2月4日   | 勝利 | 1R       | TKO     | エーネスト・ザモラ         | メキシコ       | プロデビュー戦                                                                                  |
| 2            | 2000年3月20日  | 勝利 | 2R       | TKO     | ビクトル・アルゾナ         | メキシコ       |                                                                                                 |
| 3            | 2000年4月7日   | 勝利 | 1R       | KO      | ファン・ララ               | メキシコ       |                                                                                                 |
| 4            | 2000年5月26日  | 勝利 | 2R       | TKO     | エディー・コタ             | メキシコ       |                                                                                                 |
| 5            | 2000年7月22日  | 勝利 | 1R       | TKO     | アントニオ・コントレラス   | メキシコ       |                                                                                                 |
| 6            | 2000年8月11日  | 勝利 | 2R       | TKO     | フランシスコ・ペレス       | メキシコ       |                                                                                                 |
| 7            | 2000年9月16日  | 勝利 | 1R       | TKO     | マーティン・ペレス         | メキシコ       |                                                                                                 |
| 8            | 2000年9月28日  | 勝利 | 2R       | TKO     | フェデリコ・ロハス         | メキシコ       |                                                                                                 |
| 9            | 2000年10月2日  | 勝利 | 4R       | KO      | フランシスコ・カスティーヨ | メキシコ       |                                                                                                 |
| 10           | 2000年10月13日 | 勝利 | 1R       | TKO     | マーティン・ペレス         | メキシコ       |                                                                                                 |
| 11           | 2000年12月4日  | 勝利 | 2R       | TKO     | ミゲール・ゴンサレス       | メキシコ       | メキシコパシフィックコーストミドル級王座決定戦                                                  |
| 12           | 2001年3月2日   | 勝利 | 3R       | TKO     | フランシスコ・カスティーヨ | メキシコ       |                                                                                                 |
| 13           | 2001年5月4日   | 勝利 | 2R       | TKO     | エフレイン・ヴァレンズエラ | メキシコ       |                                                                                                 |
| 14           | 2001年7月6日   | 勝利 | 4R       | TKO     | クリス・サンデ             | メキシコ       |                                                                                                 |
| 15           | 2001年8月3日   | 勝利 | 4R       | TKO     | ウルティミリオ・セグラ     | メキシコ       |                                                                                                 |
| 16           | 2001年9月14日  | 勝利 | 5R       | KO      | ファン・ソベラネス         | メキシコ       |                                                                                                 |
| 17           | 2001年10月20日 | 勝利 | 2R       | TKO     | ロベルト・ウリアス         | メキシコ       |                                                                                                 |
| 18           | 2001年12月17日 | 勝利 | 8R       | TKO     | エフレイン・ヴァレンズエラ | メキシコ       | NABO北米スーパーウェルター級王座決定戦                                                          |
| 19           | 2002年5月11日  | 勝利 | 3R       | TKO     | メルヴィン・カルドナ       | プエルトリコ   |                                                                                                 |
| 20           | 2002年10月4日  | 勝利 | 6R       | TKO     | ヴィンセント・ハリス       | アメリカ合衆国 |                                                                                                 |
| 21           | 2003年3月1日   | 勝利 | 3R 1:46  | TKO     | サンティアゴ・サマニエゴ   | パナマ         | WBA世界スーパーウェルター級タイトルマッチ                                                       |
| 22           | 2003年9月20日  | 勝利 | 10R 終了 | TKO     | ローシル・ウェールズ       | アメリカ合衆国 | WBA防衛1                                                                                        |
| 23           | 2003年12月3日  | 敗北 | 5R 1:41  | KO      | トラヴィス・シムズ         | アメリカ合衆国 | WBA陥落                                                                                         |
| 24           | 2004年9月4日   | 勝利 | 5R 1:53  | TKO     | ジョナサン・コーン         | アメリカ合衆国 |                                                                                                 |
| 25           | 2005年5月21日  | 勝利 | 9R 2:59  | TKO     | ローシル・ウェールズ       | アメリカ合衆国 | WBA世界スーパーウェルター級暫定王座決定戦→正規王座認定                                          |
| 26           | 2005年8月13日  | 勝利 | 12R      | 判定3-0 | ルカ・メッシ               | イタリア       | WBA防衛1                                                                                        |
| 27           | 2006年5月6日   | 敗北 | 12R      | 判定0-3 | ホセ・アントニオ・リベラ   | アメリカ合衆国 | WBA陥落                                                                                         |
| 28           | 2007年11月23日 | 敗北 | 3R 1:24  | KO      | ローマン・カルマジン       | ロシア         | WBAインターコンチネンタルスーパーウェルター級王座決定戦 WBA世界スーパーウェルター級挑戦者決定戦 |
| 29           | 2008年4月26日  | 勝利 | 6R       | 判定3-0 | ヘスス・アラス・ペレア     | メキシコ       |                                                                                                 |
| 30           | 2008年6月21日  | 敗北 | 1R 1:48  | KO      | ルイス・ラモン・カンパス   | メキシコ       |                                                                                                 |
| 31           | 2008年11月8日  | 引分 | 10R      | 判定0-1 | ホセ・ルイス・ジュレク     | メキシコ       |                                                                                                 |
| 32           | 2009年3月21日  | 敗北 | 6R 終了  | TKO     | ミゲル・アンヘル・エスピノ | アメリカ合衆国 | CABOFEカリブミドル級タイトルマッチ                                                              |
| テンプレート |                |      |          |         |                            |                |                                                                                                 |

## 獲得タイトル
- メキシカンパシフィックコーストミドル級王座
- NABO北米スーパーウェルター級王座
- WBA世界スーパーウェルター級レギュラー王座（防衛1）
- WBA世界スーパーウェルター級暫定王座（防衛0=正規王座に昇格）
- WBA世界スーパーウェルター級王座（防衛1）